# Dennis Everberg
Dennis Alexander Everberg, född 31 december 1991, är en svensk professionell ishockeyspelare som spelar för Rögle BK i SHL.
Han har tidigare spelat på NHL-nivå för Colorado Avalanche och på lägre nivåer för HK Neftekhimik Nizhnekamsk och Avangard Omsk i KHL, Manitoba Moose, San Antonio Rampage och Lake Erie Monsters i AHL samt Växjö Lakers HC och Rögle BK i SHL och HockeyAllsvenskan.
Han blev aldrig draftad av något lag.
Everberg är son till den före detta ishockeyspelaren Paul Andersson Everberg.
Han skrev som free agent på ett ettårskontrakt med Winnipeg Jets värt 650 000 dollar den 1 juli 2018.
Den 13 november 2018 satte Jets upp honom på waivers i syfte att köpa ut hans kontrakt, och den 14 november blev han klar för EV Zug i schweiziska NLA.

## Statistik

### Klubbkarriär
| 2009–10    | Rögle BK                   | Elitserien  | 12  | 1  | 1  | 2  | 6   | —  | — | — | —  | —  |
| 2010–11    | Rögle BK                   | Allsvenskan | 41  | 5  | 7  | 12 | 18  | 8  | 0 | 0 | 0  | 0  |
| 2011–12    | Rögle BK                   | Allsvenskan | 5   | 0  | 0  | 0  | 0   | 10 | 2 | 4 | 6  | 0  |
| 2012–13    | Rögle BK                   | Elitserien  | 55  | 5  | 3  | 8  | 47  | —  | — | — | —  | —  |
| 2013–14    | Rögle BK                   | Allsvenskan | 47  | 17 | 17 | 34 | 30  | 16 | 8 | 3 | 11 | 12 |
| 2014–15    | Colorado Avalanche         | NHL         | 55  | 3  | 9  | 12 | 10  | —  | — | — | —  | —  |
| 2015–16    | Colorado Avalanche         | NHL         | 15  | 0  | 0  | 0  | 0   | —  | — | — | —  | —  |
|            | San Antonio Rampage        | AHL         | 54  | 15 | 25 | 40 | 42  | —  | — | — | —  | —  |
| 2016–17    | Växjö Lakers               | SHL         | 52  | 18 | 19 | 37 | 53  | 6  | 0 | 3 | 3  | 27 |
| 2017–18    | Avangard Omsk              | KHL         | 34  | 6  | 3  | 9  | 20  | —  | — | — | —  | —  |
|            | HK Neftekhimik Nizhnekamsk | KHL         | 16  | 5  | 2  | 7  | 6   | 5  | 0 | 2 | 2  | 8  |
| 2018–19    | Manitoba Moose             | AHL         | 11  | 0  | 1  | 1  | 4   | —  | — | — | —  | —  |
|            | EV Zug                     | NLA         | —   | —  | —  | —  | —   | —  | — | — | —  | —  |
| NHL totalt | NHL totalt                 | NHL totalt  | 70  | 3  | 9  | 12 | 10  | —  | — | — | —  | —  |
| AHL totalt | AHL totalt                 | AHL totalt  | 77  | 20 | 28 | 48 | 50  | —  | — | — | —  | —  |
| SHL totalt | SHL totalt                 | SHL totalt  | 119 | 24 | 23 | 47 | 106 | 24 | 0 | 4 | 4  | 27 |
| KHL totalt | KHL totalt                 | KHL totalt  | 50  | 11 | 5  | 16 | 26  | 5  | 0 | 2 | 2  | 8  |